# Jacob Levie de Reeder
Jacob Levie de Reeder, ook wel Jacques Louis de Reeder genoemd (Rotterdam, 25 februari 1905 – Midden-Europa, 31 maart 1944), was een klassiek geschoold Joods-Nederlands pianist en componist.

## Muzikale carrière

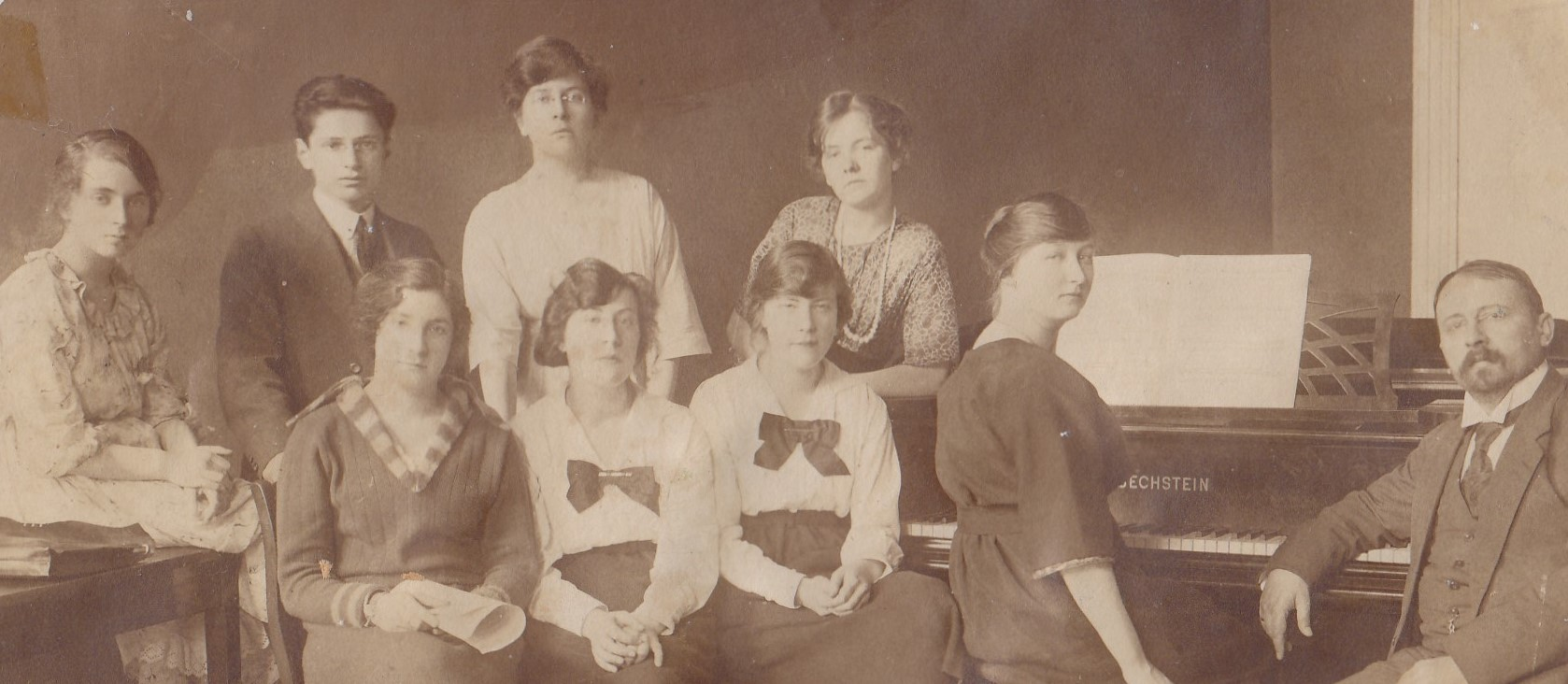
De Reeder (tweede van links) met medestudenten en muziekleraar op het conservatorium. Foto van Henri de Louw, ca. 1920

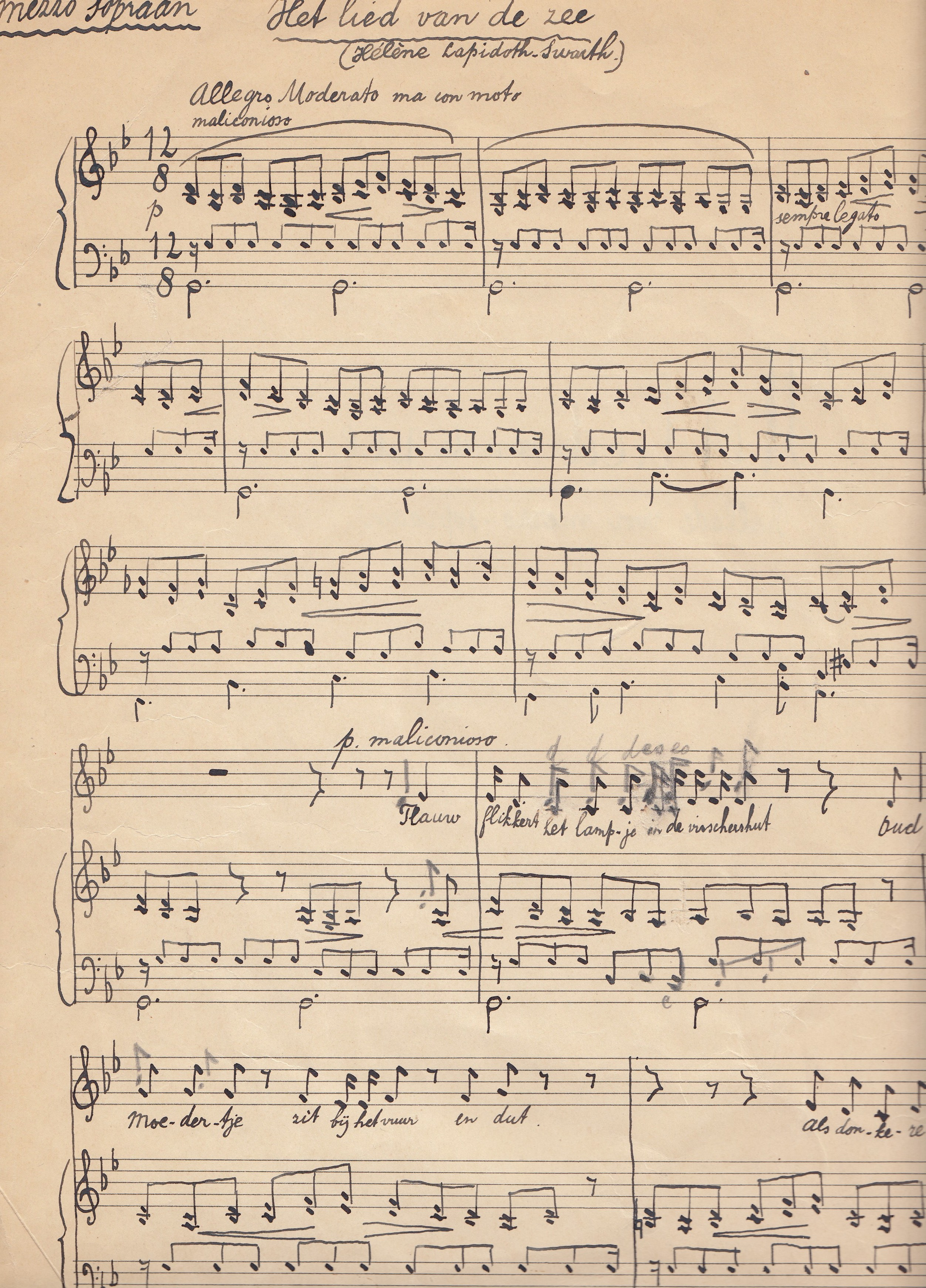
Fragment uit De Reeders partituur voor Het Lied van de Zee

De Reeder was muzikaal getalenteerd en ambitieus: al op zijn zestiende studeerde hij af aan het Koninklijk Conservatorium in Den Haag in pianospel (onderwijskunde).
Begin 1929 componeerde De Reeder een ballade voor mezzo-sopraan. Hij baseerde zich op Een lied van de zee van Hélène Swarth. Het is een gedicht over een vrouw wier man en zoon op zee vergaan. Het is niet bekend of hij hierover persoonlijk contact heeft gehad met Hélène, die toen ca. 70 jaar oud was en eveneens in Den Haag woonde.
Postuum is Het lied van de zee onder pianobegeleiding van Daniel Waayenberg door de mezzosopraan Janine Pas vertolkt. Het was in 2007 opgenomen, en werd uitgezonden in het tv-programma Mooi! Weer De Leeuw, van Paul de Leeuw.

## Levensloop
Jacob Levie de Reeder is geboren op 25 februari 1905 in Rotterdam. Hij was de jongere broer van Jetje en Elizabeth, het derde kind van Sippora Oesterman (1876-1943) en Levie de Reeder (1877-1935). Vader en moeder waren beiden Joods en hielden hun choepa (kerkelijke inzegening) in de synagoge van de Joodse Gemeente Rotterdam. Jacob werd vernoemd naar zijn op jonge leeftijd aan TBC overleden grootvader Jacob Levie de Reeder (1845 - 1885).
De Reeder studeerde reeds in 1921 af aan het Koninklijk Conservatorium in Den Haag.
In 1927 trouwde hij met de Zeeuwse kostuumnaaister Boudewijna Paauwe, die niet joods was. Voor hun huwelijk werd de toestemming van de kantonrechter ingeroepen. In datzelfde jaar werd hun eerste zoon Paul geboren. Een tweede zoon, Emile, volgde vier jaar later. Het jonge echtpaar kwam op 11 november 1938 te wonen aan de Pletterijstraat in Den Haag. In deze straat woonden veel joden en het Joodse Weeshuis stond daar.

### Oorlogsjaren
Een jaar nadat de Tweede Wereldoorlog is uitgebroken, werd dochter Emma geboren. Nog voordat zij een jaar oud was, werd haar vader op transport gezet. Jacob zou zijn vrouw en kinderen nooit meer terugzien.
Tijdens de Tweede Wereldoorlog viel het culturele leven nagenoeg stil en zakte de vraag naar pianisten. Bovendien kon De Reeder vanwege zijn Joodse komaf als pianist niet langer optreden. Zijn inkomen viel weg. De financiële zorgen waren zo groot dat het afkopen van de levensverzekering werd overwogen. De muzieklessen die hij gaf zorgden wellicht nog voor enige inkomen, maar zouden hem uiteindelijk fataal worden.
Begin oktober 1942 ging Jacob naar de C&A om een kostuum te kopen. Toen hij buiten kwam, werd hij opgepakt omdat hij zich vóór drie uur 's middags in een niet-Joodse winkel bevond en op dat moment niet de verplichte Jodenster droeg. Het is onbekend of dat laatste uit principe was, of omdat hij kleren was wezen passen en de jas had uitgedaan.
Tijdens het verhoor in Huize Windekind vonden de Duitsers in zijn jaszak het boekje met daarin de namen van zijn 'Arische' leerlingen. Als Jood was het hem verboden hen les te geven. Derhalve moest hij voor dit 'vergrijp' het Oranjehotel in, een Scheveningse gevangenis onder de Duitse bezetting. Hij zat daar vier weken met vier anderen in een cel, alvorens hij naar Kamp Westerbork werd overgeplaatst. Op 10 november 1942 werd hij naar Auschwitz gedeporteerd. De treinreis eindigde echter in Cosel (Kozle, Opper-Silezië), Polen waarna hij vermoedelijk als dwangarbeider in Sankt-Annaberg (later: Gora Swietej Anny) te werk werd gesteld.
Zijn vrouw en kinderen bleven in langdurige onzekerheid over zijn lot achter. De officiële verklaring van het Rode Kruis volgde pas negen jaar later. Aangenomen werd dat De Reeder op 31 maart 1944 in een van de arbeidskampen in Silezië (thans Polen) aan de gevolgen van 'ziekte, uitputting, vergassing of anderszins' is overleden. Pas op 12 januari 1952 kon bij de gemeente 's-Gravenhage aangifte worden gedaan van overlijden.

### Het lot van de familie
Hoewel zijn vrouw en kinderen de oorlog hebben overleefd, was Jacob niet het enige slachtoffer uit zijn familie. Zijn moeder Sippora kwam op haar 67e om in Sobibor, Polen. Zijn zus Elizabeth ('Betsie') kwam op haar 41e in Auschwitz om het leven, net als haar man en twaalfjarige dochter. Zijn nicht Sippora Saartje (dochter van zus Jetje) overleefde het concentratiekamp Theresienstadt, maar moest haar zoontje Jonas Isidore Stern op driejarige leeftijd ziek achterlaten in Westerbork, alwaar hij het leven liet.

## Varia

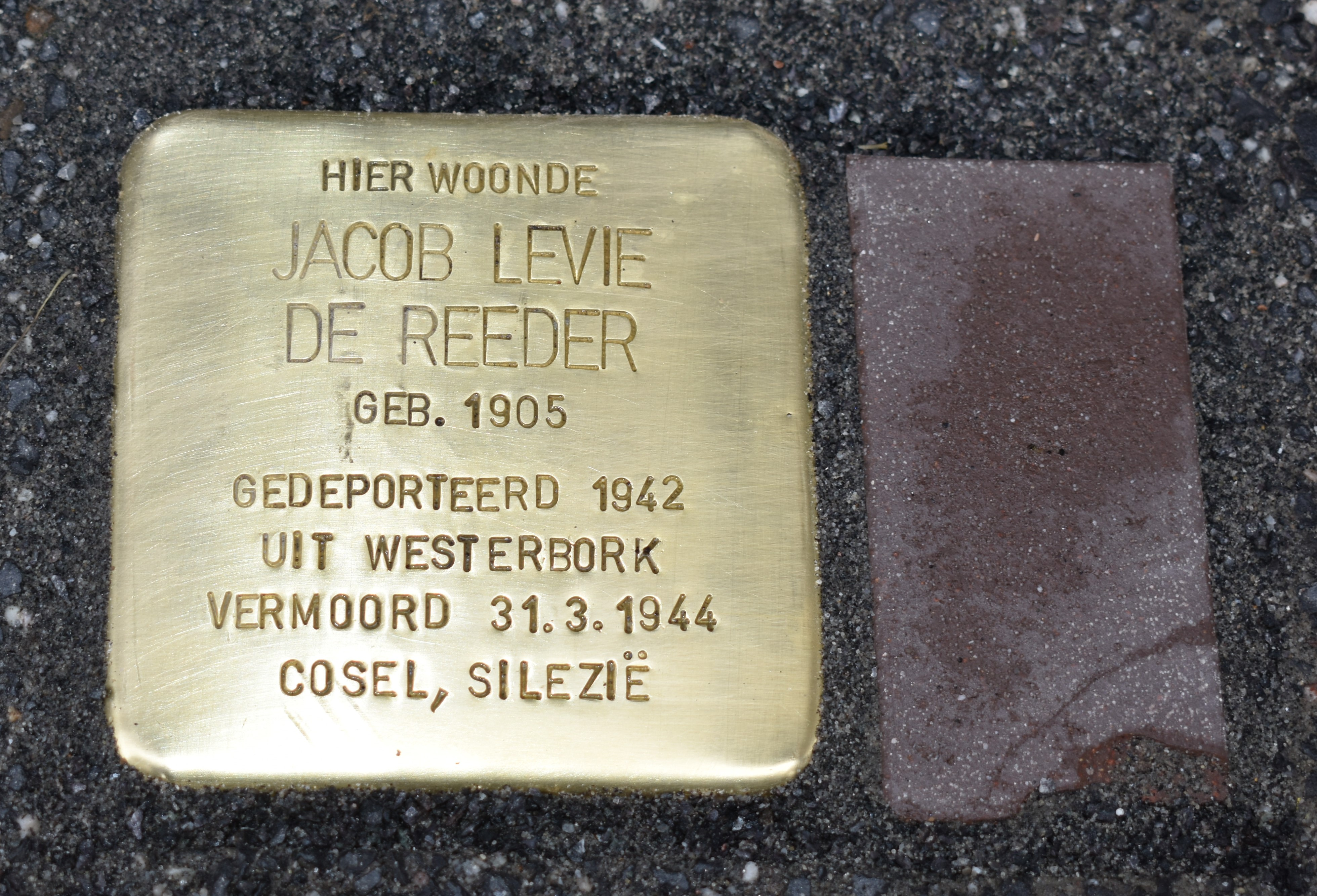
Struikelsteen ter nagedachtenis van Jacob Levie de Reeder gelegd op 2 maart 2019 in de Pletterijstraat, Den Haag.

- In het kader van Stolpersteine-kunstproject van de kunstenaar Demnig, dat is bedoeld ter herinnering aan de slachtoffers van het nationaalsocialisme (nazisme) gedurende de periode 1933-1945,[33] is op 9 maart 2019 ter nagedachtenis van Jacob Levie de Reeder een struikelsteen gelegd aan de Pletterijstraat 46 in Den Haag. Dat was De Reeders woonadres toen hij door de Duitse bezetter opgepakt werd.[34][35]
- Voor de bakstenen muren van de vleugel waarmee het Joods Historisch Museum in 2007 is uitgebreid, zijn monumentale glazen platen geplaatst, de zogenaamde namenwand, waarin de namen van Holocaustslachtoffers staan gegraveerd. Onder deze namen bevinden zich Jac. L. de Reeder en Sippora de Reeder-Oesterman, Jacobs moeder.
- De namen van Jacob Levie de Reeder, zijn moeder, en alle andere Nederlandse joden die gedurende de Holocaust buiten Nederland omgekomen zijn en geen eigen graf hebben, zijn tevens ter nagedachtenis op bakstenen gegraveerd, die tezamen het Nederlands Holocaust Namenmonument vormen.

## Verder lezen
- Het Joods Monument geeft meer informatie over Jacob Levie de Reeder[36] alsook zijn moeder[37] en zijn achterneef.[38]